# Kim Sinuk
Kim Sinuk (hangul: 김신욱, handzsa: 金信煜, RR: Kim Shin-wook; Kvacshon, 1988. április 14. –) dél-koreai válogatott labdarúgó, jelenleg a Csonbuk Hjonde (Jeonbuk Hyundai) játékosa.

## Pályafutása
A 2011-es Ázsia-kupán bronzérmesek lettek a válogatottal, valamint a 2014-es labdarúgó-világbajnokságon is tagja volt a keretnek.

## Sikerei, díjai

### Klub
- Ulszan Hjonde (Ulsan Hyundai)
  - AFC-bajnokok ligája: 2012

- Csonbuk Hjonde (Jeonbuk Hyundai)
  - K League 1: 2017
  - AFC-bajnokok ligája: 2016

### Válogatott
- Dél-Korea
  - Kelet-ázsiai labdarúgó-bajnokság: 2015, 2017

## Külső hivatkozások
- Kim Sinuk profilja a Transfermarkt oldalán (angolul)
- Kim Sinuk adatlapja a Soccerway oldalon (angolul)